# Batalla de Leuze

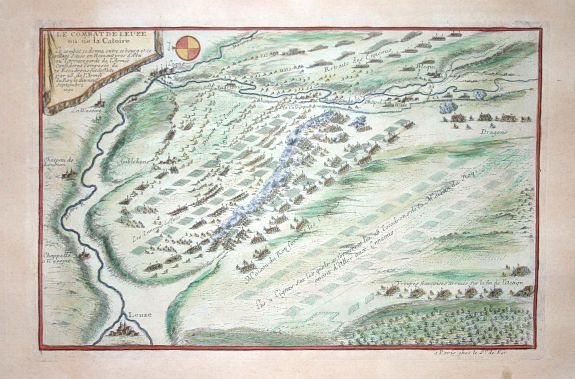
Plano del combate de Leuze

La batalla de Leuze tuvo lugar el 18 de septiembre de 1691. Esta fue una de las más famosas victorias de la caballería francesa en la guerra de los Nueve Años.
El mariscal de Luxemburgo, que se encontraba en las proximidades de Tournai, envió a Marsilly a reconocer el terreno. Se dio cuenta de que el cuerpo principal del ejército aliado se estaba alejando y dejaba únicamente una retaguardia de caballería en Leuze (en la actualidad Leuze-en-Hainaut).
Persuadido de que la campaña de 1691 había terminado, Guillermo III regresó a Inglaterra y el príncipe Jorge Federico de Waldeck preparó su cuartel de invierno.
El mariscal de Luxemburgo actuó inmediatamente. Envió un destacamento para seguir los movimientos del cuerpo principal y con los escuadrones de Villars y Marsilly atacó sin previo aviso. Utilizando solo sus espadas, los jinetes franceses cargaron contra la caballería aliada, que aunque eran muy superiores en número, no pudieron desplegarse por falta de espacio.
En el centro de la batalla Luxemburgo tuvo que defender con fuerza su persona. La batalla duró únicamente dos horas y terminó con victoria de los franceses. La caballería aliada se salvó gracias a la intervención de los refuerzos enviados por Waldeck.